# Dolor testicular
El/la dolor testicular (també anomenat, sota els termes més mèdics, orquiàlgia o orquidínia) es produeix quan una part o la totalitat d'un o ambdós testicles produeixen dolor, habitualment per una lesió. Sovint també s'hi inclou la dolor a l'escrot (dolor escrotal). Hi ha un ampli ventall de causes, de problemes benignes a condicions d'emergència, com ara la gangrena de Fournier i la torsió testicular. El tractament de la dolor normalment varia en funció de la causa subjacent. L'enfocament diagnòstic consisteix en assegurar que no hi hagi problemes greus i pot implicar l'ús d'ecografies i proves de laboratori.

## Formes clíniques
La dolor testicular pot ser aguda, subaguda o crònica depenent de la seva durada.

### Dolor escrotal crònica
La dolor escrotal crònica (dolor durant més de 3 mesos) pot ser causada per diverses causes. Es produeix en un 15-19% dels homes a qui se'ls hi ha fet una vasectomia, a causa de infeccions com ara epididimitis, prostatitis, i orquitis, altres causes són varicocele, hidrocele, espermatocele, poliarteritis nodosa, torsió testicular, cirurgia prèvia i trauma. En un 25% dels casos la causa no es determina. El dolor pot persistir durant un temps llarg i indefinit després de la vasectomia, en aquest cas es denomina síndrome de dolor post-vasectomia.

## Diagnòstic diferencial
El diagnòstic diferencial del dolor testicular és ampli i implica des de trastorns benignes a trastorns que poden comprometre la vida. Les causes més comunes de dolor en nens que acudeixen a urgències són la torsió testicular (16%), la torsió d'un apèndix testicular (46%), i l'epididimitis (35%). En els adults, la causa més comuna és l'epididimitis.

### Torsió testicular
La torsió testicular es presenta generalment amb un inici agut de dolor testicular difús i de menys de 6 hores de durada. Sovint hi ha una absència o disminució del reflex cremasterià, el testicle es troba elevat, i sovint en horitzontal. Anualment es produeix en 1 de cada 4000 homes aproximadament abans dels 25 anys, és més freqüent entre els adolescents (65% dels casos es presenten entre 12-18 anys), i és rara després de 35 anys. Ja que pot conduir a la necrosi en unes poques hores, es considera una emergència quirúrgica. Una altra possibilitat és una forma crònica anomenada torsió testicular intermitent que es caracteritza per crisis de dolor d'inici ràpidament agut i recurrents en un testicle que es posarà temporalment en una posició horitzontal o elevada a l'escrot, de forma semblant a la d'una torsió complets seguit d'una destorsió espontània eventual i la solució ràpida del dolor. També pot produir-se nàusees o vòmits.

### Epididimitis i orquitis
L'epididimitis es produeix quan hi ha inflamació de l'epidídim (una estructura corbada a la part posterior del testicle). Aquest trastorn es presenta generalment amb l'aparició gradual de diversos graus de dolor, i l'escrot pot estar vermell, calent i inflat. Sovint va acompanyat per símptomes d'una infecció del tracte urinari, febre, i en més de la meitat dels casos es presenta en combinació amb una orquitis. En els pacients de 14 a 35 anys generalment és causada per gonorrea o clamídia. En persones més grans l'E. coli és la infecció bacteriana més comuna. El tractament consisteix en l'ús d'antibiòtics.

### Gangrena de Fournier
La gangrena de Fournier (una infecció agressiva i que ràpidament es propaga cap el perineu) en general es presenta amb febre i dolor intens. És una malaltia rara, però fatal si no s'identifica i tracta agressivament amb una combinació de desbridament quirúrgic i antibiòtics d'ampli espectre.

### Altres

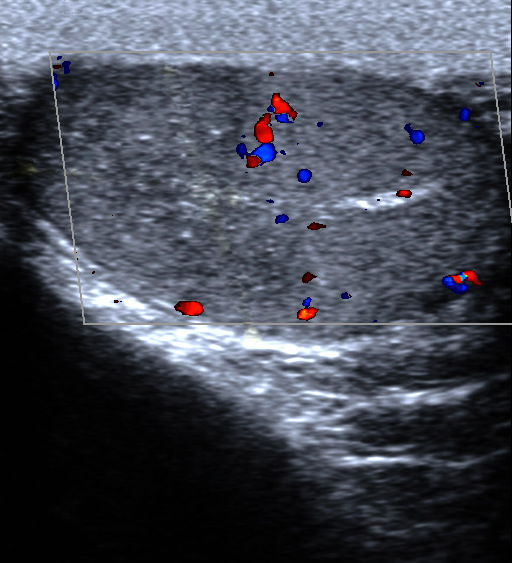
Infart testicular segmentari en un pacient amb dolor al testicle dret.

Moltes altres afeccions menys comuns poden produir des de molèsties a dolor testicular. Aquests inclouen hèrnia inguinal, traumatismes, hidrocele i varicocele entre d'altres. El càncer testicular generalment es presenta sense dolor. Una altra causa potencial és la hipertensió d'epidídim (també coneguda com a "boles blaves").

## Enfocament diagnòstic

### Exploració física
El reflex cremasterià (elevació del testicle en resposta a acariciar la cara interior superior de la cuixa) es troba present típicament en l'epididimitis, però absent en la torsió testicular, ja que el testicle ja està elevat. La troballa del signe de Prehn (l'alleujament del dolor amb l'elevació) a través d'un examen físic clàssic no es fiable per distingir la torsió d'altres causes de dolor testicular com l'epididimitis.

### Proves de laboratori
Les proves útils que poden ajudar en la determinació de la causa inclouen una anàlisi d'orina (sol ser normal en la torsió testicular). La presència de piúria o bacteriúria (glòbuls blancs i bacteris en l'orina) en pacients amb escrot agut suggereix una causa infecciosa com l'epididimitis o la orquitis i cal fer proves específiques per a gonorrea i clamídia. A totes les persones amb dolor crònic se'ls hi ha de fer anàlisis de gonorrea i clamídia.

### Diagnòstic per la imatge
L'ecografia és útil si la causa no està segura sobre la base de les proves anteriors. Si el diagnòstic de torsió és cert, les imatges no ha de retardar el tractament definitiu, ja sigui maniobres físiques o bé la cirurgia.